# Rue Adélaïde-Perrin
La rue Adélaïde-Perrin est une voie du quartier d'Ainay dans le 2e arrondissement de Lyon, en France. 

## Situation
Cette rue pavée d'orientation nord-sud et en sens unique débute rue Jarente, croise la rue des Remparts-d'Ainay et aboutit rue Bourgelat.

## Accessibilité
La rue est desservie par le réseau de transports en commun de Lyon et notamment la station Ampère - Victor Hugo de la ligne A du métro de Lyon et par le réseau de bus à l'arrêt Ainay de la ligne  .

## Odonymie
La rue porte le nom de la fondatrice d'un hospice pour jeunes filles à Lyon, Adélaïde Perrin (1789-1838), par délibération du conseil municipal du 4 août 1854.

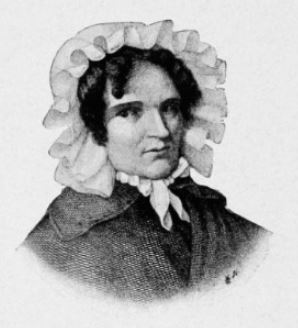
Portrait d'Adélaïde Perrin.
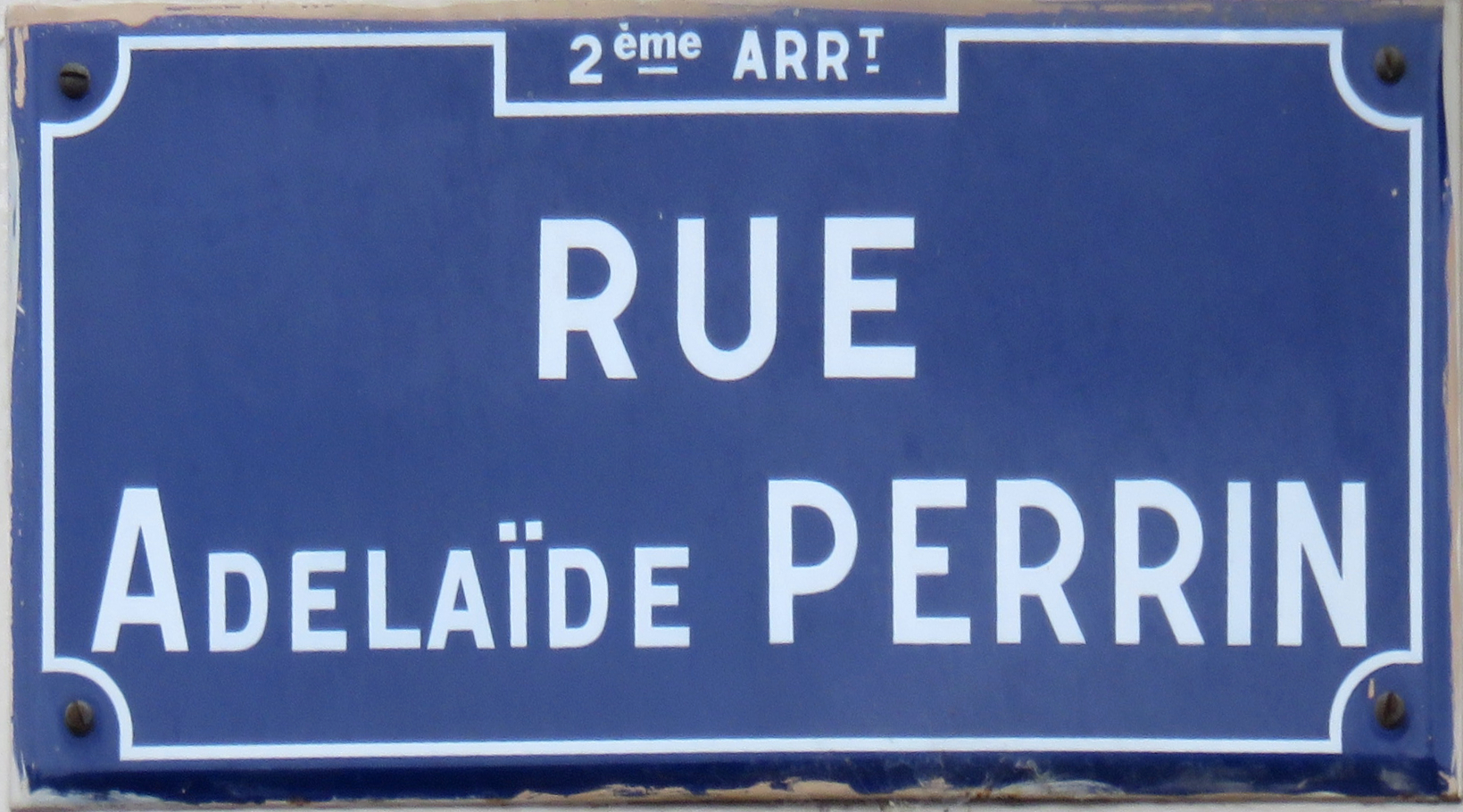
Plaque de la rue, en 2019.

## Histoire
La rue est ouverte dès 1792-1793 sur un ancien cimetière situé aux actuels numéros 9, 11 et 13 ou jusqu'au numéro 6, rue Jarente et porte alors le nom de rue du Puits-d'Ainay, relatif à un puits transformé plus tard en pompe apposée sur le mur de l'hospice. Selon Adolphe Vachet, la rue aurait porté le nom de « boulevard du Puits-d'Ainay » et ouverte vers 1793 sur le cimetière situé au chevet de l'église.
Cet établissement fondé par Adélaïde Perrin en 1819 pour les Jeunes filles incurables est d'abord installé rue Saint-Georges, puis rue Vaubecour et enfin rue de l'Abbaye-d'Ainay. Ce nom de puits d'Ainay ne doit pas être confondu avec le Puy d'Ainay, qui désigne les arcades voûtées visibles sur la colline de Fourvière à la même hauteur que le quartier d'Ainay, murs de soutènement d'époque romaine. Les numéros impairs de 1 à 7 occupent l'emplacement du logement des chanoines de l'ancienne abbaye Saint-Martin d'Ainay, un corps de logis à deux étages . La rue Jarente est un peu plus ancienne, percée sur des terrains appartenant à l'abbaye cédés gratuitement à la ville en 1782 et porte le nom du dernier abbé de celle-ci qui fait ce don.
L'hospice d'Adélaïde Perrin déménage dans la rue en 1852 ou 1853 et la première pierre du nouveau bâtiment est posé par le cardinal de Bonald. C'est par délibération du conseil municipal du 4 août 1854 que la rue prend le nom de la bienfaitrice Adélaïde-Perrin, ou à partir de 1855,. L'hospice est devenu Association Adélaïde-Perrin, une association loi de 1901.

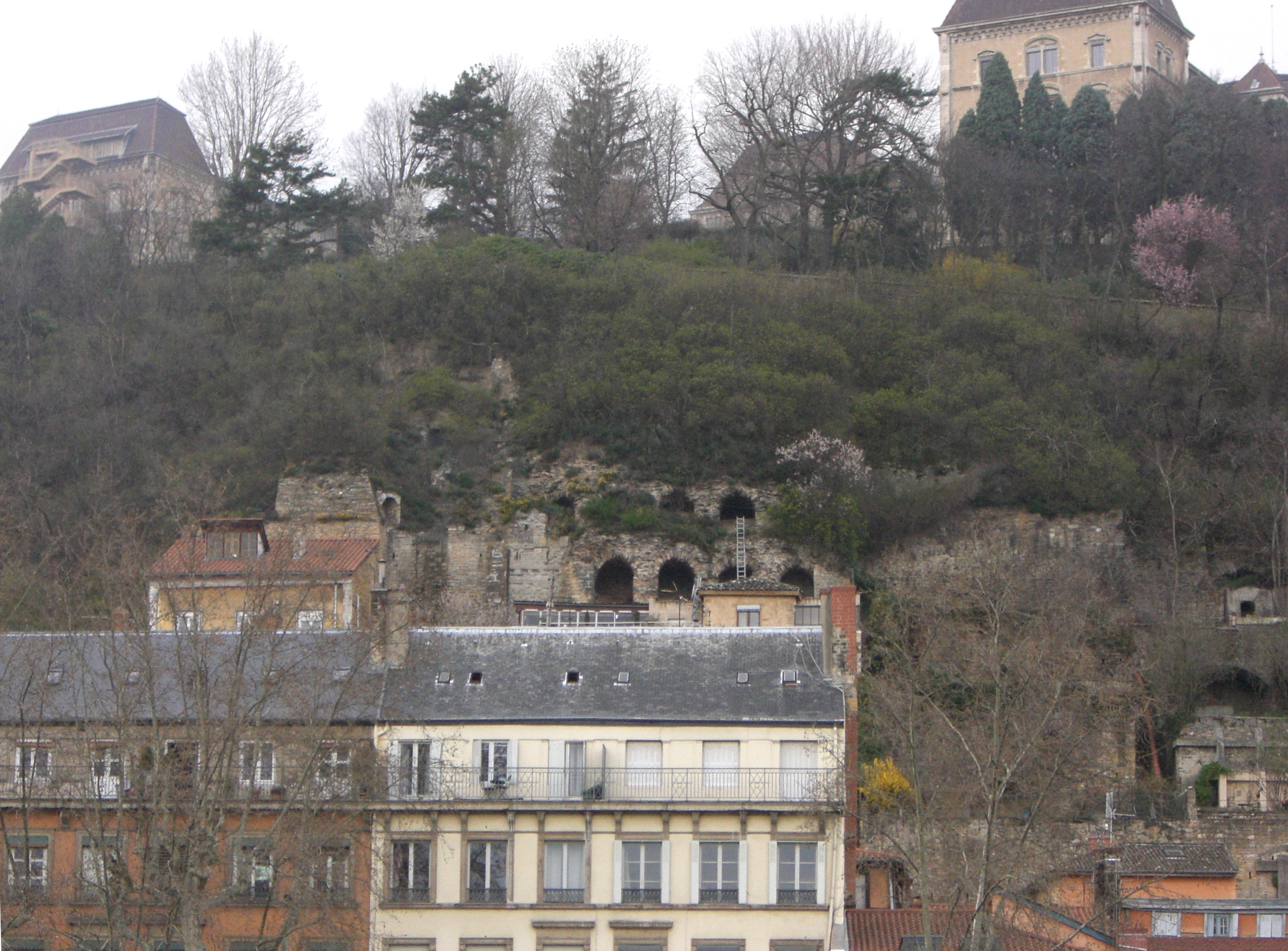
Les voûtes du Puy d'Ainay sont sans rapport avec le puits d'Ainay, qui a donné son ancien nom à la rue.

## Description
Son flanc occidental ne porte aucun numéro pair, étant occupé au nord par le flanc oriental de l'Association Adélaïde-Perrin situé au numéro 6, rue Jarente, puis au sud par le chevet de la basilique Saint-Martin d'Ainay. 
Sur le soubassement de l'immeuble faisant l'angle avec la rue Bourgelat sur laquelle il porte le numéro 17 est apposée une plaque commémorant la présence à cet emplacement d'une académie d'équitation qui forma la jeunesse noble jusqu'à la Révolution.
Le journaliste Paul Duvivier est né au numéro 3 de la rue le 19 juillet 1869.

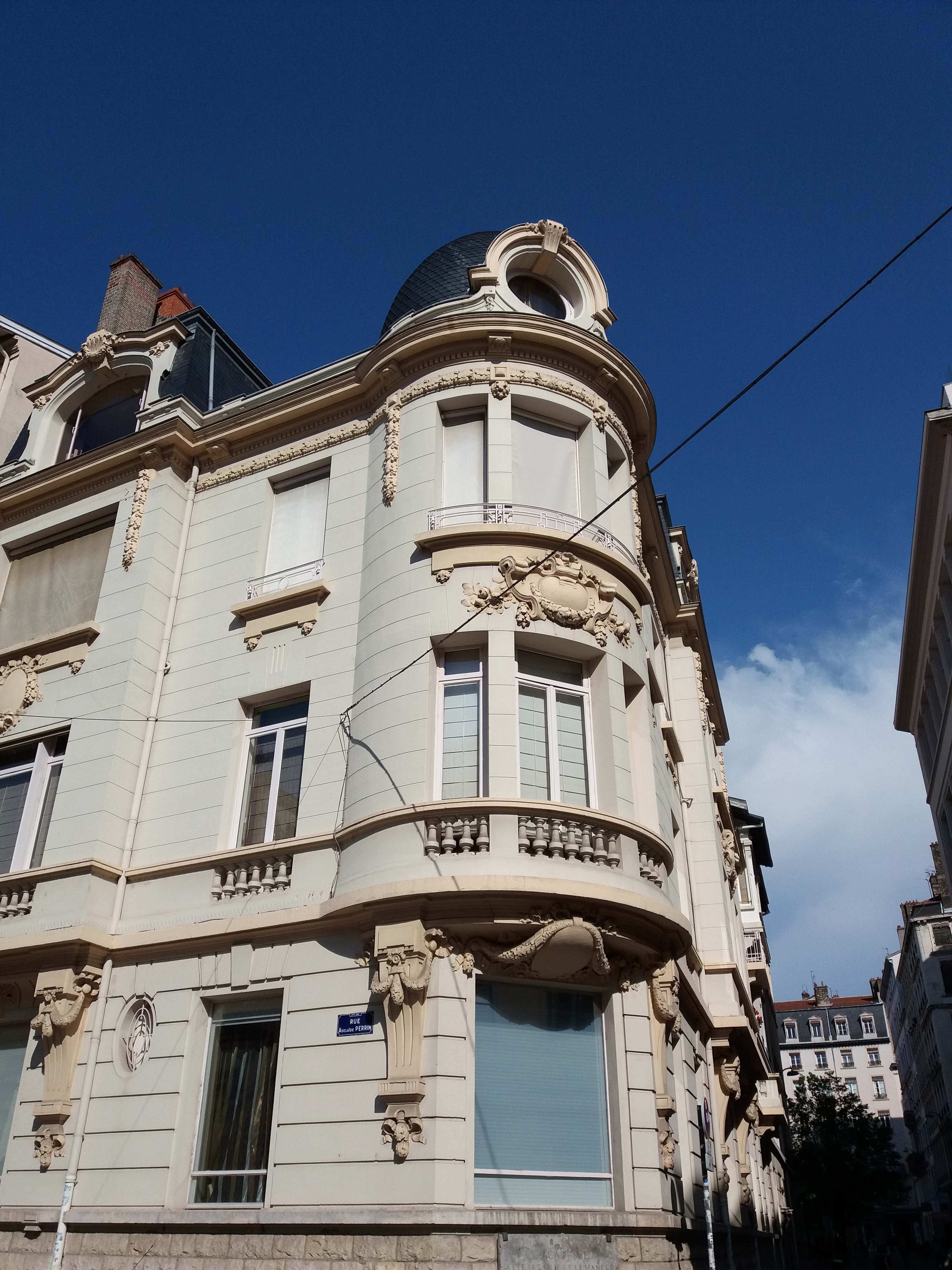
Immeuble à l'angle des rues Adélaïde-Perrin et Bourgelat, au numéro 17 de cette dernière, en 2018.
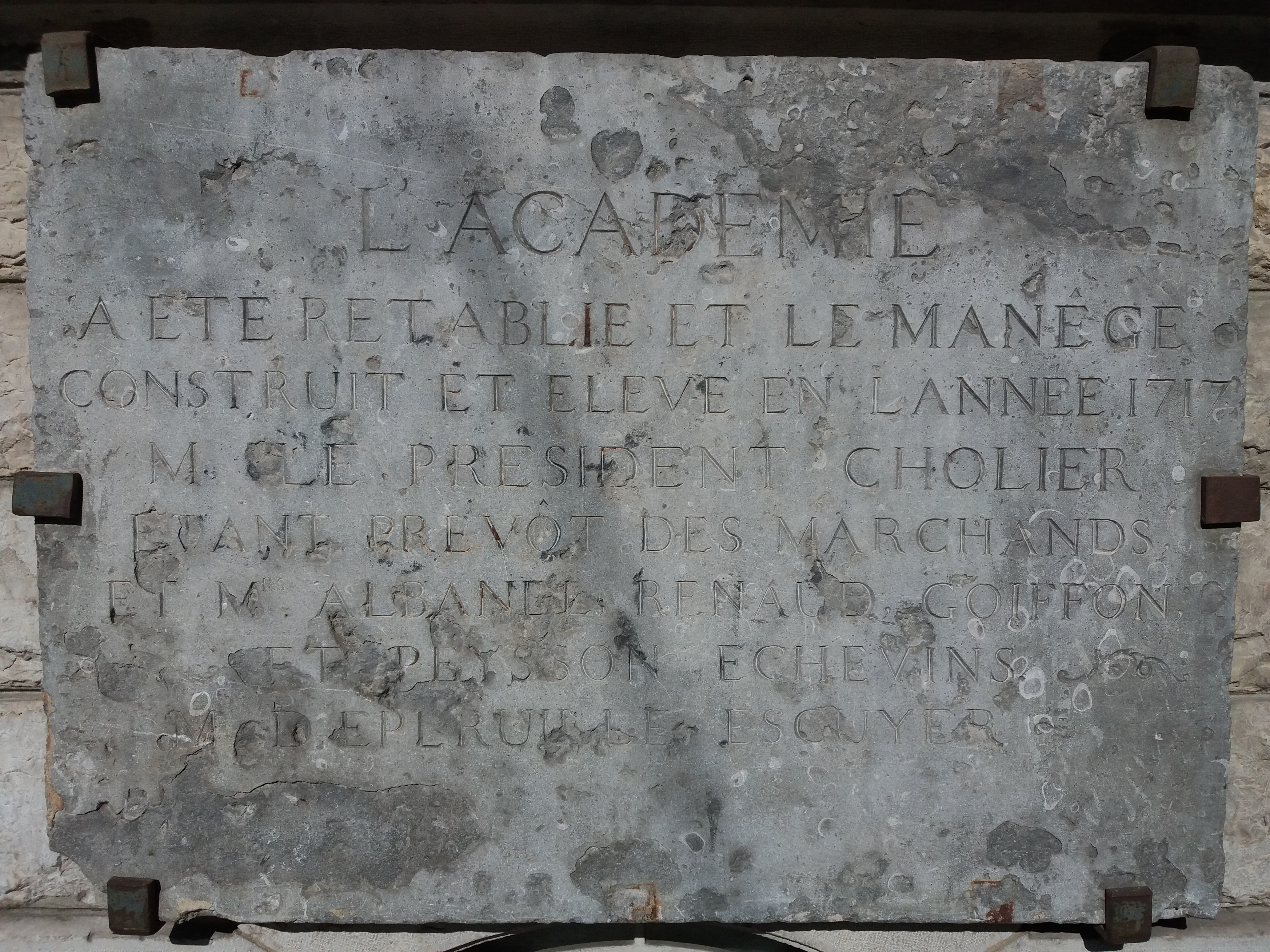
Plaque apposée sur l'immeuble précité, rappelant la présence d'un manège ou « académie d'équitation », en 2018
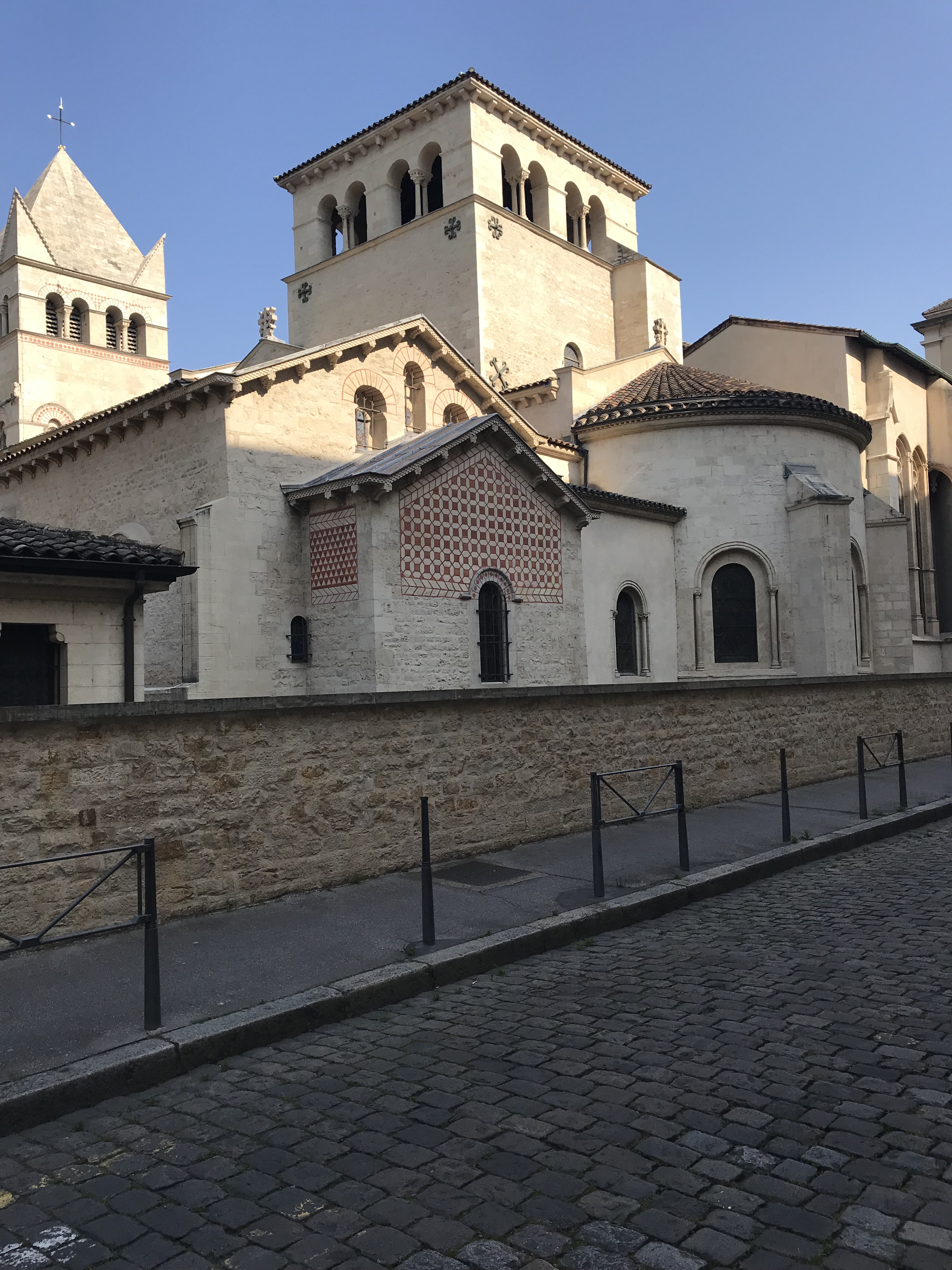
Chevet de l'église Saint-Martin d'Ainay, un matin de printemps 2018.